# Сергий (Свешников)
Архимандрит Сергий (в миру Порфирий Петрович Свешников; 1830, Москва — 17 ноября 1897) — архимандрит Русской православной церкви

## Биография
Родился в 1830 году в купеческой семье.
24 сентября 1846 года поступил послушником в Угрешский монастырь, где 25 сентября 1851 года был пострижен в монашество с именем Сергий.
1 марта 1853 года — рукоположён в иеродиакона, в иеромонаха — 10 апреля 1853 года.
В 1854 году назначен ризничим, затем в 1855 году — казначеем, должность которого занимал до августа 1867 года. В этом качестве он несколько раз упоминается в «Воспоминаниях архимандрита Пимена».
14 июля 1867 года иеромонах Сергий был назначен строителем Коломенского Богоявленского Старо-Голутвина монастыря.
23 мая 1869 года возведён в сан игумена.
В 1871—1883 годы — настоятель Коломенского Свято-Троицкого Ново-Голутвина монастыря.
Игумен Сергий нашел монастырь запущенным. Монашеской братии насчитывалось 15 человек. В монастыре был введён общежительный устав. За 7 месяцев, с помощью Г. Ф. Ротина, все храмы были приведены в порядок. При игумене Сергии число братии достигло 50 монахов и послушников. В народном училище при монастыре обучалось 40 человек.
В 1876 году Троицкий Ново-Голутвинский монастырь, как и остальные монастыри России, собирал деньги на помощь восставшим против турок славянам
Привел эту оскудевшую обитель в цветущее состояние, преобразовав её в декабре 1871 года при поддержке святителя Иннокентия, митрополита Московского, из штатного (2-го класса) в общежительный.
14 марта 1873 года назначен помощником благочинного общежительных монастырей архимандрита Пимена (Мясникова) и возведён в сан архимандрита.
31 августа 1881 года, после смерти архимандрита Пимена, назначен на эту должность.
С 1883 года — настоятель Иосифо-Волоколамского монастыря.
В 1896 году уволен на покой по болезни.
Скончался 17 ноября 1897 года.

## Награды
- набедренник (13.06.1859)
- бронзовый крест на Владимирской ленте в память Крымской войны.
- орден святой Анны III степени (16.04.1878)
- знак Красного Креста за попечение о раненых
- орден святой Анны II степени (15.05.1883)
- золотая медаль на Александровской ленте в память окончания и освящения храма Христа Спасителя (20.03.1884)
- орден святого Владимира IV степени (24.04.1888)